# Europese kampioenschappen kunstschaatsen 1912
De Europese Kampioenschappen kunstschaatsen 1912 voor mannen was de achttiende editie van het jaarlijks terugkerende evenement dat wordt georganiseerd door de Internationale Schaatsunie. Het werd gehouden in Stockholm, Zweden.
Het was voor de tweede keer dat Stockholm als gaststad van het EK werd aangewezen. In 1903 kregen ze het EK toegewezen nadat de wedstrijd in Amsterdam, vanwege geen ijs, niet kon plaatsvinden. Hier meldde zich maar één deelnemer en werd het EK vervolgens geannuleerd.

## Historie
De Duitse en Oostenrijkse schaatsbond, verenigd in de "Deutscher und Österreichischer Eislaufverband", organiseerden zowel het eerste EK Schaatsen voor mannen als het eerste EK Kunstschaatsen voor mannen in 1891 in Hamburg, in toen nog het Duitse Keizerrijk, nog voor het ISU in 1892 werd opgericht. De internationale schaatsbond nam in 1892 de organisatie van het EK kunstschaatsen over. In 1895 werd besloten voortaan het WK kunstschaatsen te organiseren en kwam het EK te vervallen. In 1898, na twee jaar onderbreking, vond toch weer een herstart plaats van het EK kunstschaatsen.
De vrouwen en paren zouden vanaf 1930 jaarlijks om de Europese titel strijden. De ijsdansers streden vanaf 1954 om de Europese titel in het kunstschaatsen.

## Deelname
Er namen drie mannen uit drie landen deel aan dit kampioenschap.
Voor Ivan Malinin en Martin Stixrud was het hun tweede deelname.
| Noorwegen (1) Rusland (1) Zweden (1) |

## Medailleverdeling
Debutant Gösta Sandahl veroverde de Europese titel. Hij was de negende Europees kampioen en de derde Zweed, na Ulrich Salchow en Per Thorén. De Rus Ivan Malinin op de tweede plaats veroverde zijn enige EK medaille. Martin Stixrud op de derde plaats veroverde zijn eerste EK medaille.
| Discipline | Goud          | Zilver       | Brons          |
| ---------- | ------------- | ------------ | -------------- |
| Mannen     | Gösta Sandahl | Ivan Malinin | Martin Stixrud |

## Uitslagen

### Mannen
| Goud   | Gösta Sandahl      | Vlag van Zweden    | 6  |
| Zilver | Ivan Malinin (2)   | Vlag van Rusland   | 9  |
| Brons  | Martin Stixrud (2) | Vlag van Noorwegen | 15 |

Medaillewinnaars

Mannen · 
Vrouwen ·
Paren · 
IJsdansen

Toernooi

1891 · 
1892 · 
1893 · 
1894 · 
1895 · 
1896-1897 · 
1898 · 
1899 · 
1900 · 
1901 · 
1902-1903 · 
1904 · 
1905 · 
1906 · 
1907 · 
1908 · 
1909 · 
1910 · 
1911 · 
1912 · 
1913 · 
1914 · 
1915-1921 · 
1922 · 
1923 · 
1924 · 
1925 · 
1926 · 
1927 · 
1928 · 
1929 · 
1930 · 
1931 · 
1932 · 
1933 · 
1934 · 
1935 · 
1936 · 
1937 · 
1938 · 
1939 ·
1940-1946 · 
1947 · 
1948 · 
1949 · 
1950 · 
1951 · 
1952 · 
1953 · 
1954 · 
1955 · 
1956 · 
1957 · 
1958 · 
1959 · 
1960 · 
1961 · 
1962 · 
1963 · 
1964 · 
1965 · 
1966 · 
1967 · 
1968 · 
1969 · 
1970 · 
1971 · 
1972 · 
1973 · 
1974 · 
1975 · 
1976 · 
1977 · 
1978 · 
1979 · 
1980 · 
1981 · 
1982 · 
1983 · 
1984 · 
1985 · 
1986 · 
1987 · 
1988 · 
1989 · 
1990 · 
1991 · 
1992 · 
1993 · 
1994 · 
1995 ·
1996 · 
1997 · 
1998 · 
1999 · 
2000 · 
2001 · 
2002 · 
2003 · 
2004 · 
2005 · 
2006 ·
2007 ·
2008 ·
2009 ·
2010 ·
2011 ·
2012 ·
2013 ·
2014 ·
2015 ·
2016 ·
2017 ·
2018 ·
2019 ·
2020 ·
2021 · 
2022 · 
2023 · 
2024 · 
2025

WK kunstschaatsen ·
WK kunstschaatsen junioren ·
Viercontinentenkampioenschap ·
Olympische Spelen